# Pszkovi-tó
A Pszkovi-tó (oroszul: Псковское озеро, magyar átírásban: Pszkovszkoje ozero) észt nevén Pihkva järv tó Oroszországban és Észtországban. A Peipus-Pszkovi-tórendszer része, 709 km²-es vízfelületével annak 20%-át képezi. Északról a Tyeploje-tó kapcsolja a Csúd-tóhoz. Miután a Pecseri járást 1945-ben Észtországtól a Pszkovi területhez csatolták, a tó partjának és vízfelületének nagy része (utóbbinak 94%-a) Oroszországhoz tartozik.

A Pszkovi-tó és a Narva folyó vízgyűjtője